# Metropolia La Paz
Metropolia La Paz – metropolia rzymskokatolicka w Boliwii utworzona 18 czerwca 1943 roku.

## Diecezje wchodzące w skład metropolii
- Archidiecezja La Paz
  - Diecezja Coroico
  - Diecezja El Alto
  - Prałatura terytorialna Corocoro

## Biskupi
- Metropolita: abp Edmundo Abastoflor Montero (od 1996) (La Paz)
- Sufragan: bp Juan Vargas Aruquipa (od 1997) (Coroico)
- Sufragan: bp Giovani Arana (od 2021) (El Alto)
- Sufragan: bp Percy Galván (od 2013) (Patacamaya)

## Główne świątynie
- Bazylika katedralna Matki Boskiej Pokoju w La Paz
- Bazylika św. Franciszka z Asyżu w La Paz
- Bazylika Matki Boskiej Wspomożenia Wiernych w La Paz
- Katedra św. Piotra i Pawła w Coroico
- Katedra Matki Boskiej z Candelaria w El Alto
- Bazylika Matki Boskiej z Candelaria w El Alto